# Ділок (Мукачівський район)
Діло́к — село в Україні, у Закарпатській області, Мукачівському районі. Входить до складу Чинадіївської селищної громади.
Перша згадка 1371 рік
У 1692 р. Ділок був філією Бабичів. Під час війни, яку вів Ф. Ракоці на початку 1700-х років, село знелюдніло.

## Релігія
Храм Покрови пр. богородиці. 1905.
У 1733 та в 1797 pp. згадують дерев'яну церкву св. Михайла з одним малим дзвоном, що була збудована 1701 p., як свідчив напис на споруді.
За іншою версією, церква була збудована волохами в Доробратові (пізніше, за Ф. Корятовича, перейшла до русинів) і звідти 1701 р. перенесена в Ділок. Під дверима нібито ще в 1904 р. було видно напис по-румунськи.
На думку місцевого пароха Ореста Сабова, споруда мала близько 700 років. Ця дерев'яна церква ще зберігалася після будівництва мурованої, основний камінь якої було закладено 18 вересня 1904 р.
За третьою версією, дерев'яну церкву було передано в Ділок із Заріччя на початку 19 ст.
Муровану церкву будували за кураторів Юрія Мішка та Івана Піняшка. Іконостас до церкви вирізьбив близько 1943 р. різьбяр Когутич з Ракошина.
Тепер у селі служить о. Василь Лутак. У 1949 р. місцевого священика Йосипа Карпинця заслали в концтабір на північ Росії.

## Населення
Згідно з переписом УРСР 1989 року чисельність наявного населення села становила 406 осіб, з яких 183 чоловіки та 223 жінки.
За переписом населення України 2001 року в селі мешкало 325 осіб.

### Мова
Розподіл населення за рідною мовою за даними перепису 2001 року:
| Мова       | Відсоток |
| ---------- | -------- |
| українська | 99,40 %  |
| білоруська | 0,30 %   |
| молдовська | 0,30 %   |

## Туристичні місця
- Храм Покрови пр. богородиці. 1905.
- партизанські місця ІІ-Світової війни